# Wadworth Hall

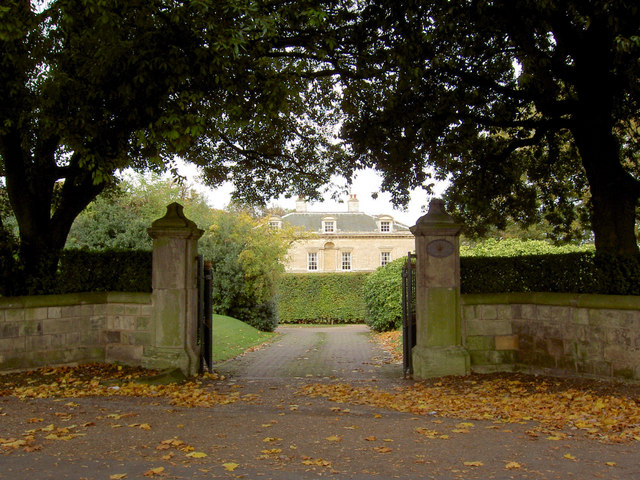
Salón Wadworth

Wadworth Hall es una casa solariega de grado I, en el pueblo de Wadworth (cerca de Doncaster), Inglaterra. Fue construido en 1749 para la familia Wordsworth por el renombrado arquitecto norteño James Paine . Actualmente es una residencia privada y lo es desde 1995 aproximadamente. La casa, sin embargo, ha servido para una serie de propósitos en los últimos 250 años.
Está construido con sillar de piedra caliza magnesiana con un techo de pizarra Westmorland. El bloque principal es de 3 por 4 vanos en dos plantas con áticos y un ala de servicio posterior adosada.

## Historia
El nombre de Wordsworth apareció en el siglo XI después de una ola de migración provocada por la conquista normanda de Gran Bretaña en 1066. La familia Wordsworth vivía en Yorkshire en 'Wadsuuorde' o Wadsworth. El idioma inglés solo se estandarizó durante los últimos siglos y los nombres a menudo se escribían mal en los documentos oficiales debido al analfabetismo, lo que brinda una posible explicación de por qué el Hall y el pueblo que lo rodea se llaman Wadworth (una variación de Wordsworth).
Encontrado por primera vez en Yorkshire, la familia se asentó en Wadsworth, registrado en el Domesday Book en 1086 como "tierra del rey", un páramo con dos iglesias y casas dispersas. Se dice que un edificio aislado dentro del pueblo es el escenario de la famosa novela Cumbres Borrascosas de Emily Brontë . El pueblo fue concedido por el rey Guillermo a Roger de Bully (se cree que es el antepasado de los Wadsworth) tras la conquista normanda de Inglaterra.
Luego, pasó a la familia Ross en el siglo XIX. James Clark Ross en los registros electorales de West Riding de 1860, 1861 y 1862, "Calificación: Freehold Mansion and Land", "Lugar: Wadworth hall".
Después de su uso como hogar familiar, se vendió al Consejo del Condado de West Riding en 1957 y se transformó en un hogar de ancianos antes de venderlo a una firma de arquitectos, que lo convirtió en oficinas. A mediados de la década de 1990, los arquitectos redujeron su tamaño y Andrew Cusack trasladó su negocio de computación a parte de la planta baja de la sala. Un año después, surgió la oportunidad de que Cusack comprara el salón.